# Lagardere (film)
Lagardere – francuski telewizyjny film kostiumowy z 2003 roku. Adaptacja powieści Paula Févala pt. Kawaler de Lagardère.

## Treść[1]
Francja, początek XVIII wieku. Henri de Lagardere jest szermierzem, który marzy by pod względem umiejętności dorównać samemu księciu Filipowi de Nevers. Po wielu staraniach Lagardere wstępuje do niego na służbę. Okazuje się, że Nevers jest zakochany w Ines de Caylus. Jej ojciec stanowczo odmawia mu ręki córki, gdyż zamierza ją wydać za księcia Gonzagę, kuzyna Neversa. Mimo to Filip potajemnie się z nią żeni. Wkrótce przychodzi na świat córka Ines i Filipa, Aurora. Kiedy wszystko wychodzi na jaw, Gonzaga zwabia księcia w pułapkę i morduje go. Umierający Nevers zdradza Lagardere'owi tajemnicę swojego sekretnego pchnięcia. Lagardere obiecuje pomścić księcia. Bierze też pod opiekę Aurorę.  

## Główne role
- Bruno Wolkowitch : Henri de Largardère/Garbus
- Yvon Back : Philippe de Gonzague
- Clio Baran : Aurore de Nevers
- Christian Hecq : Peyrolles
- Frédéric Van Den Driessche : Philippe de Nevers
- Florence Pernel : Inès de Nevers / Caylus
- Jacques Frantz : Cocardasse
- Ticky Holgado : Passepoil
- Priscilla Bescond : Flore
- Julien Guiomar : Caylus
- Isabelle Caubère : Anne
- Pierre Gérard : regent
- Michel Modo : ambasador Francji
- Florence Müller : Jeanne
- Didier Menin : le mendiant / le bossu